# Andy Mrotek
Andrew Bishop Mrotek (4 de julio de 1983, Milwaukee, Wisconsin, Estados Unidos), apodado The Butcher (en inglés, El Carnincero, debido a haber desempeñado este trabajo), es un baterista estadounidense conocido por ser miembro de la banda de pop punk The Academy Is..., en la que también se desempeñaba como corista.
Anteriormente perteneció a la desaparecida banda Last Place Champs.